# Ramphia evinga
Ramphia evinga är en fjärilsart som beskrevs av Achille Guenée 1852. Ramphia evinga ingår i släktet Ramphia och familjen nattflyn. Inga underarter finns listade.